# Francis Okorie
Francis Okorie – nigeryjski piłkarz grający na pozycji pomocnika. W swojej karierze grał w reprezentacji Nigerii.

## Kariera reprezentacyjna
W 1976 roku Okorie został powołany do reprezentacji Nigerii na Puchar Narodów Afryki 1976. Zagrał w nim w dwóch meczach: w fazie finałowej z Gwineą (1:1) i z Marokiem (1:2). Z Nigerią zajął 3. miejsce w tym turnieju.